# ازدواج دیرهنگام
ازدواج دیرهنگام (عبری: חתונה מאוחרת‎) فیلمی به کارگردانی دوور کوساشویلی و محصول سال ۲۰۰۱ است.